# في العمق
في العمق هو برنامج تلفزيوني حواري في قناة الجزيرة يقدّمه المذيع السعودي علي الظفيري.

## وقت العرض
يُذاع الإثنين في 10.05 مساء ويعاد الثلاثاء 02.05 ظهرا والأربعاء 03.05 صباحا بتوقيت مكة المكرمة.

## وصلات خارجية
- في العمق في الجزيرة.نت